# Anii 1990
Anii 1990 au fost un deceniu care a început la 1 ianuarie 1990 și s-a încheiat la 31 decembrie 1999.

## Evenimente

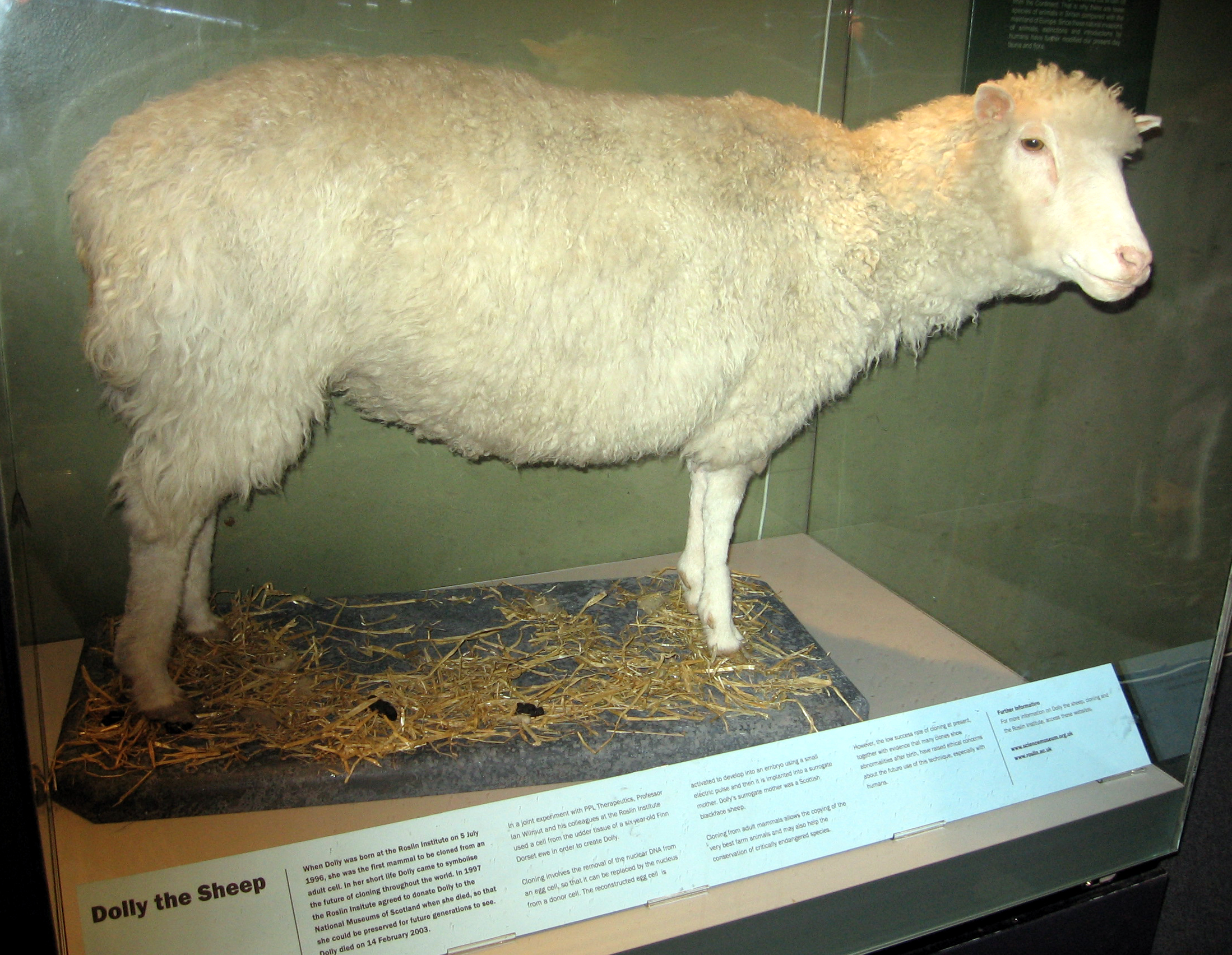
Oaia Dolly

- Creșterea spectaculoasă a Internetului și a realității virtuale prin intermediul computerului.
- Reunificarea Germaniei pe 3 octombrie 1990.
- Dezmembrarea Uniunii Sovietice în 1991.
- Declararea Uniunii Europene în 1992.
- Războaie pe teritoriul fostei Iugoslavii.
- Prima clonare a unui animal (oaia Dolly).
- Atentatul din Oklahoma City din 1995.
- Masacrul de la liceul Columbine din aprilie 1999.